# Die Entstehung der Eidgenossenschaft
Die Entstehung der Eidgenossenschaft (Frans: Les origines de la Confédération) is een Zwitsers-Amerikaanse dramafilm en stomme film uit 1924, geregisseerd door Emil Harder.

## Omschrijving
Die Entstehung der Eidgenossenschaft vertelt het verhaal van de stichtingsmythes van Zwitserland en werd opgenomen op diverse plaatsen in Zwitserland van januari tot september 1924. De film was een werk van het productiehuis Sunshine Film en werd op 13 september 1924 uitgebracht in Duitstalig Zwitserland en op 14 november 1924 in Romandië. Op 17 mei 1925 ging een aangepaste versie van de film in première in New York in de Verenigde Staten.

## Titel
- Originele titel: Die Entstehung der Eidgenossenschaft
- Oostenrijk: Wilhelm Tell
- Griekenland: Goulielmos Tellos
- Romandië: Les origines de la Confédération
- Verenigde Staten: William Tell en William Tell - The Birth of Switzerland

## Rolverdeling
| Acteur                 | Personage                                 |
| ---------------------- | ----------------------------------------- |
| Felix Orelli           | Willem Tell                               |
| Robert Kleinert        | Hermann Gessler                           |
| Joseph Imholz          | Walter Fürst                              |
| Maria Bernhard-Ulbrich | Gertrud Stauffacher                       |
| Karl Schmid-Bloss      | Werner Stauffacher / Vogt Wolfenschiessen |
| Heinrich Gretler       | Vogt Landenberg                           |
| Rudolph Jung           | Arnold von Melchtal                       |
| Emil Bär               | Schmied von Altdorf                       |
| Friedel Seiler         | dochter van Schmied                       |
| Max Knapp              | Schmiedsgeselle                           |
| Willy Leitgeb          | Heinrich von Hünenberg                    |
| Felix Orelli           | Albrecht I                                |
| Emil Harder Jr.        | Walter Tell                               |
| Benjamin Bantli        | Ulrich von Rudenz                         |
| Helene Kassewitz       | Bertha von Bruneck                        |
| Elisabeth Jaun         | Hedwig Tell                               |
| Romain Jordon          | Heinrich ab der Halden                    |
| Hans Auf der Maur      | Ital Reding                               |
| Gustav Schmid          | Rösselmann (priester)                     |
| Harry Arnold           | Petermann (koster)                        |
| Anna Oberholzer        | moeder                                    |
| Clem Beckmann          | Streiff                                   |
| Friedrich Romer        | Fürst von Schwaben                        |
| Oskar Jauch            | Ruedi (visser)                            |
| Ida Baumann            | Hilda Baumgarten                          |
| Louis Honegger         | Friesshardt                               |
| Carl Pabst             | Leuthold                                  |
| Henry Meier            | Frohnvogt                                 |
| Ernst Moog             | Rudolpher                                 |
| Hermann Hossmann       | Ross                                      |
| Zarli Carigiet         | rechter                                   |
| M. Nigris              | monnik                                    |

## Crew
| Naam                    | Functie                                             |
| ----------------------- | --------------------------------------------------- |
| Emil Harder             | regisseur                                           |
| Emil Harder             | producer                                            |
| Emil Harder             | montage                                             |
| Max Fassbender          | cinematografie                                      |
| Hoey Lawlor             | montage Amerikaanse versie                          |
| Max Bachofen            | decorontwerper                                      |
| Eugen Probst            | decorontwerper kostuumontwerper productiemanagement |
| Josef Hackl             | productiemanagement                                 |
| Heinrich Wettstein      | productiemanagement                                 |
| Hans Trommer            | hulpregisseur                                       |
| M. Carmine              | stuntcoördinator                                    |
| Eduard Achilles Gessler | historisch adviseur                                 |
| Hans Lehmann            | historisch adviseur                                 |

## Locaties
De film werd opgenomen op verschillende locaties in diverse Zwitserse kantons, en met name in Mauensee, Seedorf, Aarau, Mesocco en Schwyz en tevens in het Königsfeldenklooster in Windisch, in het Schloss Sargans en aan het Meer van Ägeri.